# Abbaye de Nonenque
L’ancienne abbaye de Nonenque (Elnona, Annonenca), dite également abbaye de Noningues, était un ancien monastère cistercien pour femmes, construit en 1146 par Guiraud, abbé de Sylvanès. Elle se trouve dans la commune de Marnhagues-et-Latour, en Aveyron, et dépend du diocèse de Rodez (ancien diocèse de Vabres). Elle fut bâtie au pied de deux montagnes et sur le bord de la rivière El-Nonenque, d’où elle tient son nom.
L’abbaye est pillée et incendiée par les calvinistes au XVIe siècle, lors de la Réforme protestante. Malgré tout, la vie monastique y reprend. Les bâtiments seront reconstruits en 1730 par l’abbesse Charlotte d’Estaing.
En 1927, une communauté de moniales cartusiennes s’y installe et cet ordre de moniales occupe toujours l’abbaye sous le nom de Chartreuse du Précieux Sang de Nonenque.

## Histoire

### Fondation et Moyen Âge
L’abbaye est fondée sur un terrain qui appartenait à Raymond de Montagnol, qui le donne en 1139 à Guiraud, abbé de Sylvanès. C’est sur ce terrain qu’il fonde l’abbaye. À sa fondation, elle n’a le nom que de prieuré et elle prend l’appellation d’abbaye en 1232, ce qui prouve ses bases financières solides.  En 1275, on compte 7 granges gérées par Nonenque. Le nombre de moniales y vivant est assez important car est fondé, en 1257, le prieuré Saint-Sulpice-la-Pointe, dépendant de Nonenque. 

### À la Révolution française
À la Révolution française, Nonenque vit le même sort que les autres établissements religieux de cette époque. À la suite de la promulgation le 2 novembre 1789 de la nationalisation des biens de l’Église, les bâtiments sont mis en vente comme 'biens nationaux' et achetés par Louis Liquier, un éminent marchand de Marseille. Les moniales sont expulsées, leurs biens sont saisis. L’acquéreur Louis Liquier, pris de pitié, donne à toutes les moniales une pension viagère. L’abbaye de Nonenque reste dans la famille Liquier durant trois générations.

### AuXXesiècle
En 1927, les bâtiments sont rachetés par des moniales cartusiennes qui, chassées depuis 1906 de l'abbaye du Gard, reprennent pied en France. Le site est ré-occupé par cet ancien ordre monastique. C'est une des seules abbayes de moniales chartreuses dans le monde.

## Architecture
Comme la plupart des monastères cisterciens et chartreux, l’abbaye de Nonenque est divisée en deux parties : un des couvents est réservé aux nonnes tandis que l’autre se trouve être celui des Sœurs Données et parfois des Frères Donnés.
L’abbaye est également composée de deux étages. Au rez-de-chaussée se trouvent les réfectoires, cuisines, lavoir, infirmerie et étables, au premier étage un cloître possédant des arcs semi-circulaires, séparés par des piliers. Ces piliers sont sans doute des originaux, du fait de leur ressemblance avec ceux de l’abbaye de Sylvanès. Le premier étage est également composé d’une cour, avec en son centre une fontaine, du parloir, des appartements de l’abbesse, de ceux des nonnes et de ceux de l’organiste. Au nord, se trouvent la sacristie et la chapelle. Le dernier étage est constitué de l’église, de quinze cellules pour les nonnes et des chambres pour les visiteurs.
L’ensemble du couvent est séparé du monde extérieur par un mur de 2 mètres 50 de hauteur, permettant aux nonnes de vivre dans la quiétude la plus complète. Dans le même esprit, un petit passage autorisait les nonnes à recevoir des visites en toute discrétion : un tunnel passant sous la route et menant jusqu’à un étang à poissons. De plus, auparavant, les sœurs données étaient autorisées à discuter entre elles sur un petit pont, au sud-ouest du couvent. 
Une des œuvres d’art les plus admirables de l’Abbaye de Nonenque est la Vierge sur le Rocher, surplombant le couvent. Elle a été sculptée au XXe siècle par un artiste inconnu.

## Liste des prieures et abbesses cisterciennes de 1145 à 1760

### Prieures de 1145 à 1231
- 1145 : Nazarine, première prieure.
- 1156 : Pétronille, 1156, elle va gérer habilement l’administration du monastère[6].
- 1183 : Ponce.
- 1184 : Belixinde, va augmenter les revenus du prieuré.
- 1208 : Agnès.
- 1215 : Ardelina.
- 1225 : Pétronille.
- 1231 : Sibile d’Avène.

### Abbesses de 1232 à 1760
- 1232 : Tiburge, le prieuré de Nonenque prend le nom d’abbaye, elle est la première qui porte le titre d'abbesse.
- 1254 : Agnès de Clavières, fonda en 1257 le Prieuré de Saint Sulpice de la Pointe à Toulouse.
- 1282 : Agnès.
- 1284 : Ermengarde d’Arpajon
- 1292 : Agnès
- 1298 : Ermengarde d’Arpajon, dépossédée par Marguerite et par Agnès, fut élue et confirmée une seconde fois par l’abbé de Sylvanès, père immédiat de Nonenque en 1298, mais le chapitre général la déposa définitivement en 1299. Rauze de Villaret, désignée pour la remplacer, ne put prendre possession de l’abbaye car Ermengarde d’Arpajon ne voulait pas lui céder sa place. L’affaire arriva jusqu’au pape Boniface VII, qui désigna l’évêque de Maguelonne et celui de Lodève, qui nommèrent abbesse Elix de La Fare et déposèrent Ermengarde et Rauze.
- 1299 : Elix de La Fare.
- 1310 : Rause ou Rose de Roquefeuil[9] qui fit l'acquisition du château de la Peyre[10]
- 1328 : Marguerite de Roquefeuil.
- 1331 : Braide.
- 1347 : Béatrix, deuxième du nom.
- 1351 : Florence d’Aigrefeuille, sœur des évêques de Vabre et Rodez.
- 1369 : Elizabeth de Roquefeuil.
- 1390 : Hélène Courdette.
- 1410 : Flore de Cazillac.
- 1465 : Bourguine de Castelnau.
- 1480 : Jeanne de Castelnau.
- 1497 : Catherine de la Tour.
- 1540 : Marguerite de Roquefeuil.
- 1543 : Delphine de Roquefeuil.
- 1553 : Louise de Roquefeuil, s’auto déclara abbesse en 1553.
- 1559 : Blanche de Roquefeuil, première abbesse nommée par le roi.
- 1560 : Louise Desprez de Montpezat, c'est sous son titre que l’abbaye fut incendiée et pillée.
- 1595 : Marguerite de Montpezat, va travailler à la restauration de l’abbaye.
- 1660 : Suzanne de Simiane de Gordes.
- 1694 : Elizabeth de Toiras-d’Amboise, nommée par le roi.
- 1725 : Charlotte d’Estaing, reconstruit l’abbaye.
- 1760 : Félice de Pardaillan de Gondrin de Montespan d'Antin.